# Adsav
Adsav (en bretón: "recuperación" o "renacimiento") es un partido nacionalista y separatista bretón de extrema derecha, nacido de una escisión del Partido por la Organización de Bretaña Libre (POBL). Fue fundado en 2000 por Patrick Montauzier, exmilitante del Frente de Liberación de Bretaña/Ejército Republicano Bretón (FLB/ARB) que participó notablemente en el ataque al Palacio de Versalles en junio de 1978. Se le considera inactivo desde 2016.

## Historia
Nacida de una escisión en el Partido para la Organización de la Bretaña Libre (POBL), Adsav fue fundada en 2000 por Patrick Montauzier, exmilitante del Frente de Liberación de la Bretaña/Ejército Republicano Bretón (FLB/ARB) que participó en al ataque al Palacio de Versalles en junio de 1978.
En 2005, Dominique de Villepin pide la disolución de la organización.
En 2011, Adsav se unió a la asociación KAD-CPB (Kelc'h An Dael - Cercle du Parlement breton) para la restitución y/o creación de un parlamento bretón moderno. Miembros de Adsav participan en la manifestación contra la okupación de una casa en Rennes y organizan el 10 de octubre una manifestación por el cierre de la mezquita sunita en Brest.

## Ideología
Adsav en su creación se refirió a sí misma como la “derecha nacionalista”. Se le considera un movimiento de extrema derecha, término que rechaza. Cercano a las posiciones de Voorpost, y de la Liga Norte, Adsav frecuenta partidos independentistas de derecha nacionalista y populista de distintas naciones europeas.
La organización asume oficialmente el colaboracionismo con las Potencias del Eje del Partido Nacional Bretón durante la Segunda Guerra Mundial. Según el Colectivo Antifascista de Rennes, la ADSAV “se posiciona como la heredera” de los colaboracionistas.
Adsav realizaba campañas por una Bretaña "libre, social y bretona". El partido afirma estar fuera de las etiquetas partidistas francesas.
El grupo establece un vínculo entre los atentados terroristas de 2015 en Francia y la acogida de refugiados; se dirige en particular a las “viviendas vacías” que serían requisadas “para inmigrantes ilegales”.
Para Adsav, los bretones son “víctimas de una ocupación mental”. Su mensaje principal es, por tanto ser “maestro bretón en tu propia casa”. El pequeño grupo es autor de carteles xenófobos, racistas o antiislámicos sobre el tema de la lucha contra “el ennegrecimiento de Bretaña”, que representan una “mancha de petróleo” adosada a una mezquita. Dice que lucha contra “la mezcla de pueblos y culturas”.
Adsav se opone a la adhesión de Turquía a la Unión Europea.

## Organización
Adsav está estructurado en secciones o kevrennoù por las principales ciudades o provincias geográficas tanto en Bretaña como en Francia o incluso en el extranjero (Reino Unido, Estados Unidos, Noruega, etc.).
Adsav tiene vínculos con Unvaniezh Koad Kev, una asociación cuyo objetivo es perpetuar la memoria de Abbé Perrot.
El libro La France rebelle, escrito en 2001 y publicado en 2002, le atribuye unas decenas de militantes para el año 2001, menos de un año después de la creación del partido. En septiembre de 2009, la conmemoración anual de la Batalla de Ballon reúne sólo a 30 participantes, aunque el grupo afirma tener 800 simpatizantes.
En 2010, Adsav no ocultó el hecho de que su fuerza laboral se había estancado efectivamente en varios cientos de miembros.
A finales de 2014, el grupo contaba con aproximadamente 400 miembros en los 5 departamentos bretones.
En 2016, la membresía de Adsav cayó por debajo de los 50 miembros, y el partido ya no se considera activo.

### Bandera

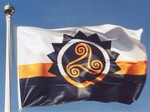
Tarzh an deiz, bandera de Adsav.

Adsav utiliza una bandera específica, llamada Tarzh an Deiz (amanecer) que adoptó en 2001. Esta bandera es el resultado de una propuesta de una sociedad de vexilología en Bretaña (SBV) llamada "Bandera de la Liberación de Bretaña", fue diseñada [¿Cuándo? ] por el doctor Philippe Rault, vexilólogo bretón y miembro de Adsav. Esta bandera fue una de las nueve propuestas de SBV para el Partido para la Organización de Gran Bretaña Libre (POBL). La bandera retoma el antiguo emblema del PNB, el triskelion naranja en un disco negro bordeado de blanco, transformándolo en un sol celta naciendo en el horizonte.
Esta bandera está compuesta por tres fasces desiguales de color blanco, naranja y negro, en las proporciones 3-1-2. El blanco y el negro son los colores de Bretaña, el negro también representa el oscuro pasado de Bretaña bajo la "dominación francesa". El blanco simboliza el brillante futuro de la independencia. El naranja representa la liberación que cubre gradualmente al negro. El sol celta simboliza el nuevo amanecer para Bretaña y sus nueve rayos los nueve países bretones tradicionales. El triskel evoca la civilización celta a la que pertenece Bretaña.

### Publicaciones
La organización publicó una revista trimestral, War Raok (“Adelante” en bretón), pero ahora se administra fuera de Adsav.

### Enlaces Internacionales
Adsav mantiene vínculos con partidos de derecha nacionalistas y populistas europeos, como Voorpost. Sigue una línea independentista y nacional-europea. Reivindica el patrimonio del PNB.

## Elecciones
Adsav presentó seis candidatos en las elecciones cantonales de 2008. Los resultados fueron los siguientes:
- Ronan Le Gall en Briec: 5,21%;
- Erwan Josset en Auray: 4,12%;
- Frédéric Thetiot en Saint-Père-en-Retz: 2,33%;
- Thierry Le Béhérec en Châteaugiron: 4,96%;
- Patrick Montauzier en Dol-de-Bretagne: 4%;
- Roland de la Morinière en Lamballe: 6,29%.